# アブドゥール・ラフマン (アフガニスタンの政治家)
アブドゥール・ラフマン（アラビア語：عبد الرحمن, ラテン文字表記：Abdul Rahman, 1953年 - 2002年2月14日）は、アフガニスタンの政治家。

## 概要
反ターリバーンの北部同盟の政治家として活躍し、2001年12月22日にアフガニスタン暫定行政機構のハーミド・カルザイ暫定政権下で航空観光大臣に就任した。
2002年2月14日、インドのデリーへ向かう為に、カーブル国際空港に駐機していたアリアナ・アフガン航空のエアバスA300型機に搭乗していたところ、サウジアラビアのメッカへ向かう便が立て続けに欠航した事に憤慨し暴徒化したイスラム教徒の巡礼者に取り囲まれて撲殺され、遺体を滑走路に投げ捨てられた。この事件は世界各国で報道され、衝撃を与えた。
しかし、カルザイ暫定行政機構議長は「事件は暴動に見せかけた暗殺である」として、政府メンバー6人を告発した。そのうち3名は逮捕され、3名はサウジアラビアに逃れた。事件に関与したとして名前を挙げられた者の中には、元情報大臣、防衛副大臣、最高裁判事の名前も含まれていた。
なおこの当時、2001年9月9日にアフマド・シャー・マスードが、2002年7月6日にはアブドル・カディルなど北部同盟のメンバーが立て続けに暗殺されていた為、アフガニスタン国内に混乱を招いた。